# Master (album)
Master è il primo album in studio del gruppo musicale statunitense omonimo, pubblicato per l'etichetta discografica Nuclear Blast Records nel 1990.

## Tracce
1. Pledge of Allegiance - 02:38
2. Unknown Soldier - 02:39
3. Mangled Dehumanization - 02:30
4. Pay to Die - 03:12
5. Funeral Bitch - 02:06
6. Master - 02:55
7. Bass solo/Children of the Grave (Black Sabbath cover) - 05:57
8. Terrorizer - 02:27
9. The Truth - 03:15

## Formazione
- Paul Speckmann - voce, basso
- Chris Mittleburn - chitarra
- Bill Schmidt - batteria